# Tom Bass (paardentrainer)
Tom Bass (5 januari 1859 – 4 november 1934) was een paardentrainer van het ras American Saddlebred. De Amerikaan Bass werd geboren als slaaf, maar werd een van de populairste paardentrainers van eind negentiende en begin twintigste eeuw. Bass was de trainer van de invloedrijke Saddlebred hengst Rex McDonald, maar ook van paarden die in bezit waren van Buffalo Bill Cody, Theodore Roosevelt en Will Rogers.

## Levensloop
Bass werd als slaaf geboren op de Haydenplantage in Boone County, Missouri. Zijn moeder was een slavin en zijn vader, William Bass, was de zoon van de plantagehouder Eli Bass. Bass werd opgevoed door zijn grootouders aan moederszijde, Presley and Eliza Grey. Op twintigjarige leeftijd verhuisde hij naar Mexico, Missouri en begon hij als paardentrainer. In 1882 trouwde Bass met de lerares Angie Jewell.

## Carrière
Bass trainde de invloedrijke Saddlebred vijfgangenhengst Rex McDonald. Hij trainde paarden voor bekende Amerikanen, waaronder Buffalo Bill Cody, Theodore Roosevelt en Will Rogers en was de oprichter van de Tom Bass Riding Club.
In 1892 verhuisden Bass en zijn vrouw naar Kansas City, Missouri om daar een stalhouderij te beginnen en uiteindelijk mee aan de wieg te staan van de American Royal Horse Show, een van de drie 'juwelen' van de Saddlebred Triple Crown. In 1893 exposeerde Bass paarden op de Colombian Exposition in Chicago en vergaade respect voor zijn paardrijkunsten, naast het binnenhalen van het wereldkampioenschap op de Saddlebred merrie Miss Rex. Bass verhuisde later terug naar Mexico, Missouri, en vervolgde zijn werk als paardentrainer. In 1917 werd geschat dat meer dan een miljoen mensen hem hadden zien optreden met zijn paarden. Naast Rex McDonald en andere Saddlebreds trainde Bass ook het bekende paard Belle Beach, die kon buigen en dansen.
Hij vond een trainbit uit (het Bass bit - nog steeds in gebruik), welk was ontworpen om de berijder controle over het paard te geven zonder het pijn te doen, maar vroeg er nooit patent op aan. Voor zijn bijdragen aan de staat Missouri, werd Bass postuum opgenomen in de Hall of Famous Missourians in 1999, waar hij de twintigste persoon was aan wie die eer ten deel was gevallen. Er zijn tentoonstellingen over Bass in het Amerikaans Saddlebred Museum in Mexico, en het Amerikaans Koninklijk Museum in Kansas City.

## Overlijden
Bass overleed op 20 november 1934, op 75-jarige leeftijd. Zijn vrienden geloofden dat de dood van een van zijn beste paarden, Belle Beach, bijgedragen heeft aan zijn eigen overlijden. Bass is begraven op het Elmwood Cemetery in Mexico, Missouri. Op zijn grafsteen staat: "One of the World's Greatest Saddle Horse Trainers and Riders" (een van de grootste Saddlehorse trainers en berijders ter wereld). Na het overlijden van Bass wijdde Will Rogers een kolom in de krant aan hem, waarin hij schreef (vertaald): "Tom Bass... 75 jaar oud, overleed vandaag. Zegt je weinig, niet waar? Jullie hebben allemaal welgestelden zien optreden op een prachtig drie- of vijfgangenpaard en gezegd 'wow, wat een gave en geduld moeten zij hebben gehad om dat dier te trainen'. Nu, alles wat zij deden, is het dier berijden. Alles wat Tom Bass deed, was het dier trainen. Hij trainde duizenden paarden, waar anderen voor werden toegejuicht."